# Crocus angustifolia
Crocus angustifolia là một loài thực vật có hoa trong họ Diên vĩ. Loài này được Weston miêu tả khoa học đầu tiên.